# Frederick Rousseau
Frederick Rousseau (n. 8 aprilie 1958, Paris, Franța) este compozitor, inginer de sunet, muzician. Aparține generației fondatoare a muzicii New Age, contribuind la punerea bazelor aplicațiilor tehnologice în activitatea muzicală. Cercetările sale în domeniul muzicii se bazează în special pe combinațiile între sunete ale instrumentelor electronice si a celor etnice, între orchestrații de muzică clasică și a vocii umane pe toate tonalitățile, a cromaticii muzicale precum și pe originea sunetelor.
Este cunoscut și datorită parteneriatelor cu Vangelis și Jean Michel Jarre.

## Biografie
Pe parcursul adolescenței, după studii ale pianului în muzica clasică și încercări cu diverse instrumete (chitară bas, tobe, chitară electronică și percuție) a ales în final clapele.
După terminarea studiilor în electronică, a fost angajat de Ministerul Apărării din Franța în anul 1978 pentru testele finale ale capului neutronic, detonatorul bombei atomice franceze. Datorită temperamentului său indisciplinat, a avut probleme în a se adapta mediului rigid si serios. Renunță dupa doi ani.
În anul 1980 îl întâlnește pe Francis Madin, un tânăr entuziast al instrumentelor electronice, care îl convinge să îi devină partener la Music Land, un magazin muzical și laborator de instrumente electronice din Paris,
În anul 1981, după contribuția la finalizarea primului secvențiator polifonic MDV, îl întâlnește pe Jean Michel Jarre, care căuta un programator muzical capabil să utilizeze instrumentele necesare turneului "China". Cu ajutorul noii tehnologii, Rousseau reușește să reproducă pe scena toate secvențele care au necesitat luni de înregistrări, fără a folosi benzi de înregistrări. Această experiență de neuitat reprezintă un punct de cotitură în cariera sa. Întors în Paris, continuă prin particiăarea la înregistrările albumului live "Concerts en Chine".
După acest an memorabil, îl întâlnește pe Vangelis care înregistra albumul Friends of Mr. Cairo împreună cu Jon Anderson în sudioul Davout din Paris. Pe lângă faptul că este martorul debutului celebrului duet Jon and Vangelis, se împrietenește cu un alt tânăr muzician, Jean-Philippe Rykiel  c u care devnine partener pentru mult timp.
În anul următor, Rousseau este chemat de Vangelis la Londra pentru înregistrarile coloanei sonore a filmului lui Ridley Scott, Blade Runner. Este începutul unei colaborări care va dura peste 20 de ani. Întors la Paris în anul 1984, colaborează cu Jean Michel Jarre la albumul Zoolook.
În anul 1987, împreună cu Thierry Rogen creează Studio Mega, considerat ultimul studiou de înregistrări francez celebru. Pe parcursul umătorilor ani, colaborează la albumele a numeoși artiști francezi, printre care Mylène Farmer, Jean-Louis Murat, Louis Bertignac, Indochine and Kassav.
În 1990, Jean Michel Jarre îl alege pe Rousseau pentru rescrierea introducerilor muzicale pentru La Défense Concert. Pe scenă, este responsabil de sincronizarea secvențelor si de reproducerea live a efectelor speciale specifice lui Jean Michel. Acest concert este înregistrat în Cartea Recordurilor ca fiind concertul cu cel mai mare număr de spectatori din toate timpurile, peste 2.500.000.
În anul 1991, Vangelis se mută la Paris pentru înregistrările albumului The City la Sudio Mega. Producția complicată a acestui album durează peste 6 luni. Rousseau îl însoțelte pe compozitorul grec în Olanda, la concertul Eureka, concert al Comunității Europene inițiat de François Mitterrand pe tema industriei si transportului. Acest concert impetuos are loc în portul industrial Rotterdam cu peste 800.000 de spectatori. Concertul este transmis prin satelit în toate țările europene.
În 1992, Vangelis îl conginge pe Rousseau să părăsească Studio Mega și să creeze Astron Studio in Neuilly, odată cu semnarea colaborării artistice între cei doi. Urmează înregistrarea coloanelor sonore La Peste de Luis Puenzo, Lunes de Fiel de Roman Polanski și 1492: Conquest of Paradise de Ridley Scott.
După ce Vangelis se mută înapoi în Grecia, Rousseau călătorește periodic la Atena pentru producția mai multor spectacole: Antigone (1993), La Nuit des Poètes (1994) și Tribute to El Greco (1995).
În ciuda vieții foarte agitate, Rousseau găsește întotdeauna timp pentru propriile compoziții. În anul 1994 lanseaza albumul MÖ, caracterizat de propria-i originialitate și se inspirația asiatică. Această muzică deschide calea spre ceea ce astăzi numim muzică Ethno-Lounge.
Urmează Spirit in the Woods (1992), un CD dedicat copacilor, Abyss (1996) cu un concept pe care Rousseau îl definește ca "no music" (ne muzică), experiență pe care o realizerază împreună cu medicii neurologi specializați în terapie muzicală. În 1996 lanseaza albumul Woods, o combinație între vocile oamenilor din păduri și ritmuri tribale.
Din nou, în anul 1997 Rousseau îl însoțește pe Vangelis la ceremonia de deschidere a campionatului mondial de atletism din Atena. Spectacolul se desfășoară în stadionul antic din Panathanaikos, în fața a 75.000 ce spectatori, și este transmis prin satelit unei audiențe de peste 820 de milioane de telespectatori din toată lumea. Prin originalitatea sa si referințele către sporturile antice, spectacolul entuziasmeaza publicul grec.
Între timp, Rousseau compune coloana sonora pentru 40 de filme documentare etno-zoologice, și lanseaza în anul 1999 colecția de 5 albume "Terres de Légendes".
Proiectul lui Vangelis numit Mythodea începe în anul 1993 și este definitivat în 2001. Rouusseau coordoneaza spectacolul electro-orchestral în care participă Jessye Norman și Kathleen Battle și a  London Metropolitan Orchestra, dirijată de Blake Neely. Muzica acestui spectacol a fost aleasă de NASA pentru misiunea de pe Marte din 2001, "Mars Odyssey".
În 2002, Rousseau lanseaza "Travels", un jurnal de călătorie muzical, iar în anul 2003 "Recall" lansa în exclusivitate de "Nature et Découvertes".
Anul 2004 a fost marcat de filmul lui Oliver Stone, Alexander pentru care Vangelis a compus coloana sonoră și pentru care Rousseau își aduce din nou contribuția în calitate de editor muzical. Acest proiect masiv dureaza peste un an și reprezintă o experiență de neuitat și o perioada de munca imensă pentru Rousseau.
În 2005, Rousseau semnează cu Milan-Universal și lansează albumul personal "Tears" care reprezintă o nouă cotitură în cariera sa artistică.

## Compoziții

### Albume
- Music Land (cu Jean-Philippe Rykiel) Promo pentru magazinul de instumente muzicale
- FR2 (cu Francis Rimbert) - Orchestra April vol 48
- Earth -  Orchestra April vol 61
- Overview - Koka Media
- Illustrator series (1990–1992)
- Mö (1994)
- Spirit in the Woods (1995)
- Abyss (1996)
- Woods (1997)
- Terres de Légendes seriile (1999–2000)
- Travels (2002)
- Recall (2003)
- Tears (2005)

### Compilații
- Harmonia (1997)
- World Voices (1998)
- Buddha Bar III - IV - V (2000–2004)
- Private Lounge (2002)
- Asian I & II (2000–2002)

### Colaborări
- Jean Michel Jarre:
  - Les Chants Magnetiques (1980)
  - China Concert Tour (1981)
  - Concerts en Chine (album live 1982)
  - Musique pour supermarché / Muzică pentru supermarketuri(Copie unică LP 1983)
  - Zoolook (1984)
  - Le Défense concert (1990)

- Vangelis:
  - Blade Runner (film Ridley Scott, 1983)
  - Friends of Mr Cairo (1984)
  - Themes (1990)
  - The City (1990)
  - Oceanic (1998)
  - La Peste (film de Luis Puenzo 1991)
  - Rotterdam concert (1992)
  - 1492: Conquest of Paradise (film de Ridley Scott, 1992)
  - 1492: Conquest of Paradise (album 1992)
  - Opening Show IAFF (1997)
  - Mythodea (Concert cu Jessye Norman 2001)
  - Alexander (film de Oliver Stone 2004)
  - Blade Runner Trilogy (album 2007)
  - El Greco (album 2007)
  - Paris May 1968 (album 2008)

- Alexandre Desplat:
  - Un héros très discret
  - Nid de Guêpes
  - Enquete Corse
  - Tony
  - Une Chance sur 2
  - Hostage

- Eric Levi:
  - Operation Corned Beef
  - Les Visiteurs I
  - les Visiteurs II
  - Les Anges Gardien
  - La vengance d'une blonde
  - Les Filles du Botaniste

- Laurent Boutonnat:
  - Jacquou le Croquant (coloană sonoră film, 2007)